# Carrus de s'àlinu

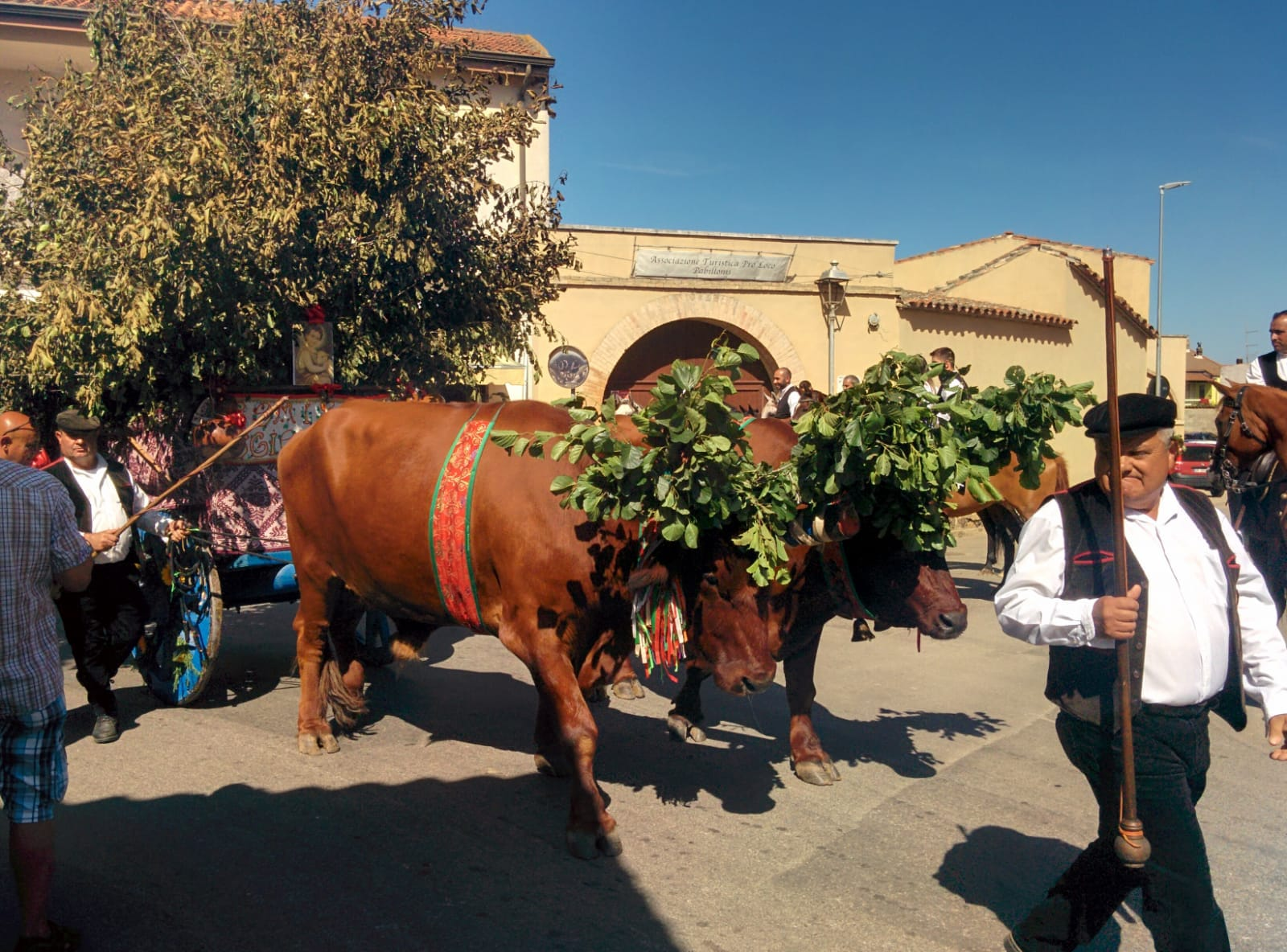
Carro de s'àlinu (àbiu), trainato da un giogo di buoi, che trasporta San Giovanni Battista. Pabillonis

Is carrus de s'àlinu o Is carrus de s'àbiu nella parlata locale sono I carri dell'ontano. Essi rappresentano i carri addobbati con frasche di ontano, che animano la festa dedicata a San Giovanni Battista, celebrata a Pabillonis, piccolo paese situato nella provincia del Sud Sardegna.

## Origine del nome

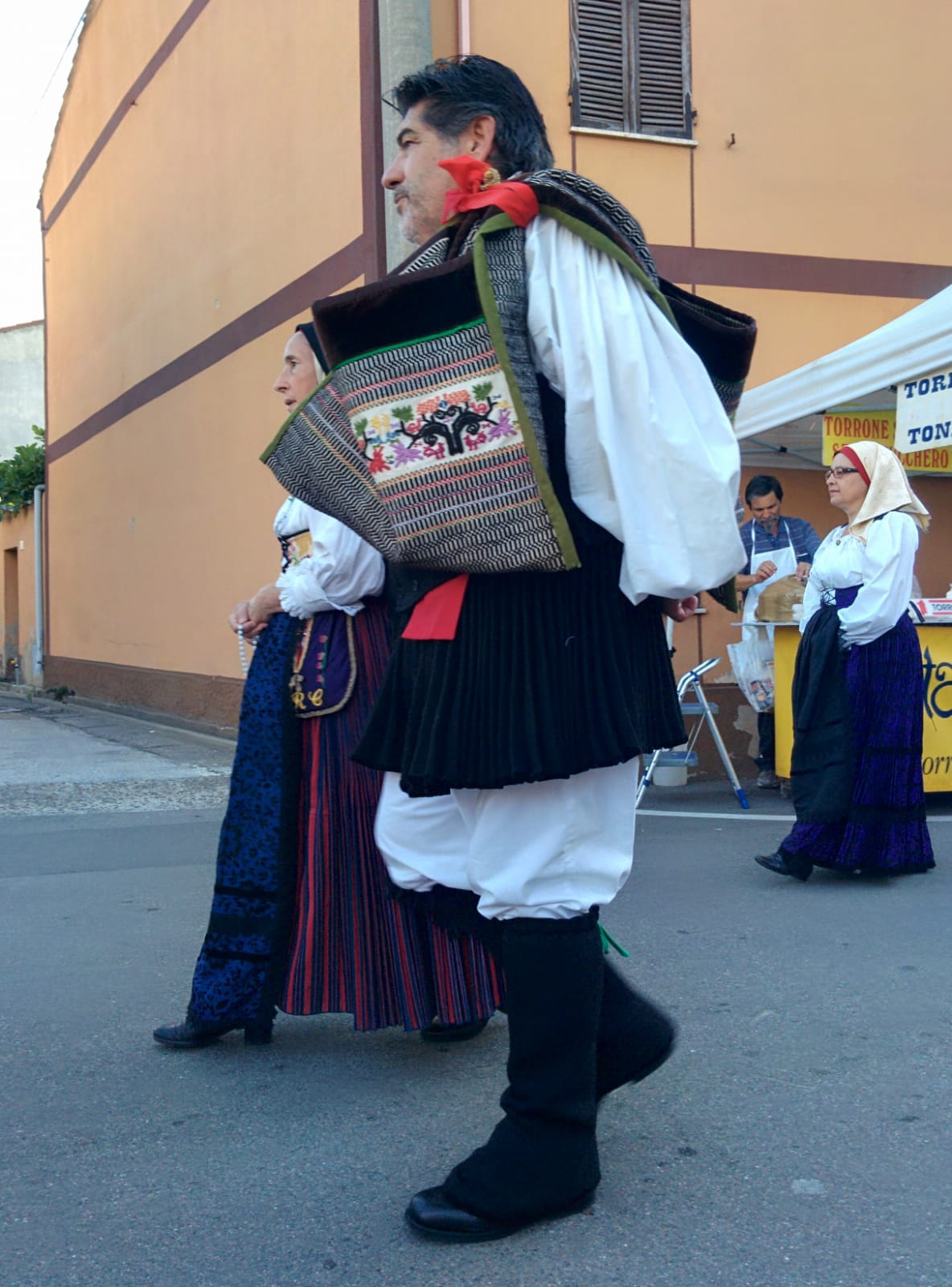
Dettaglio dell'abito maschile del comune di Pabillonis. 2018, Carrus de s'àlinu (àbiu)

Su àlinu o àbiu è il nome sardo con il quale si identifica l'ontano, una pianta tipica della macchia mediterranea che in antichità e sino a pochi decenni fa era presente lungo tutto l'alveo del Flumini Bellu (bel fiume in sardo), il fiume che scorre vicino al centro abitato pabillonese.
Da qui la traduzione letterale del nome: I carri dell'ontano.

## Leggenda
La leggenda, narra che il suddetto paese sardo venne invaso dai Mori durante le loro scorribande nel 1584.
Provenienti da nord, i Mori raggiunsero il centro abitato facendo razzia di ogni genere e non risparmiarono nessuno. I pochi fortunati che riuscirono ad allontanarsi dal paese in tempo, cercarono riparo nelle sponde del Flumini Bellu. Presi dal terrore e dalla disperazione, i pabillonesi superstiti invocarono l'aiuto divino, pregando san Giovanni Battista come loro protettore.

## Storia
Alla base di questo racconto, vi è un fatto storico realmente accaduto: l'invasione da parte dei Mori del 1584. 
A ricordarlo è lo storico sardo Massimo Pittau, che nella sua opera Toponimi della Sardegna Meridionale - significato e origine, ricorda il grave episodio anche grazie alla testimonianza di Giovanni Francesco Fara. Fara descrisse il massacro ad opera dei Mori avvenuto nel centro abitato di Pabillonis e anche in quel di Gonnos e Fanadiga (a quel tempo ancora due paesi separati se pur limitrofi).
Vittorio Angius nel suo contributo al Dizionario geografico storico-statistico-commerciale degli Stati di S. M. il Re di Sardegna degli anni cinquanta dell'Ottocento definì così l'invasione di Pavillonis: 

## La manifestazione
Rappresenta un evento religioso di devozione a san Giovanni Battista, il quale si celebra ogni anno ad agosto (il 27 all'incirca) con una durata dei festeggiamenti di circa quattro giorni.
La realizzazione dei carri avviene in un'area ad hoc del comune; per sopperire alla carenza di ontano nel territorio comunale pabillonese, il taglio dell'ontano avviene in un'area identificata dal Corpo forestale nei boschi di Arbus.
Una volta addobbati, i carri sfilano il giorno seguente per le vie del centro abitato acclamati e applauditi dalla folla festante. Seguono poi canti e balli tradizionali durante i restanti giorni di festività.
Apre la sfilata dei carri l'abito tradizionale sardo pabillonese promosso dall'associazione folkloristica Santu Juanni. 

### I carri

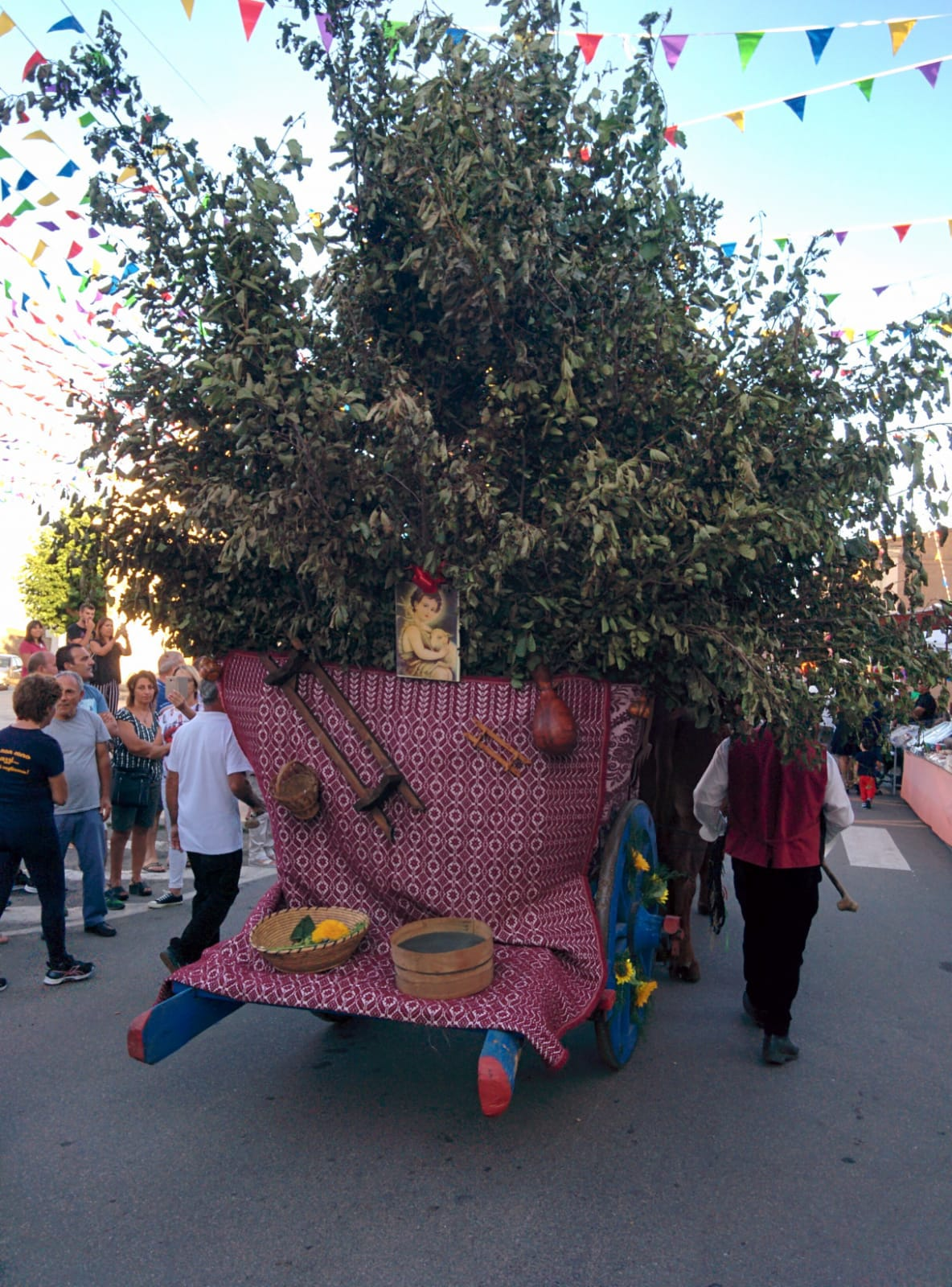
In dettaglio, il retro di un carro. Frasche di ontano e oggetti della tradizione agricola pastorale sarda.

Il momento più importante è la realizzazione dei carri e delle cosiddette tracas o baracche costruite sopra ciascun carro utilizzando frasche esclusivamente di ontano. 
L'utilizzo di queste frasche rappresenta il ricordo simbolico di quel tragico evento, nonché la devozione al santo per il suo gesto divino.
Pertanto, questa tipologia di carri se pur molto comune in tante manifestazioni religiose sarde (e non solo) sono un unicuum nel loro genere, dando così originalità all'evento in sé.

## Galleria d'immagini

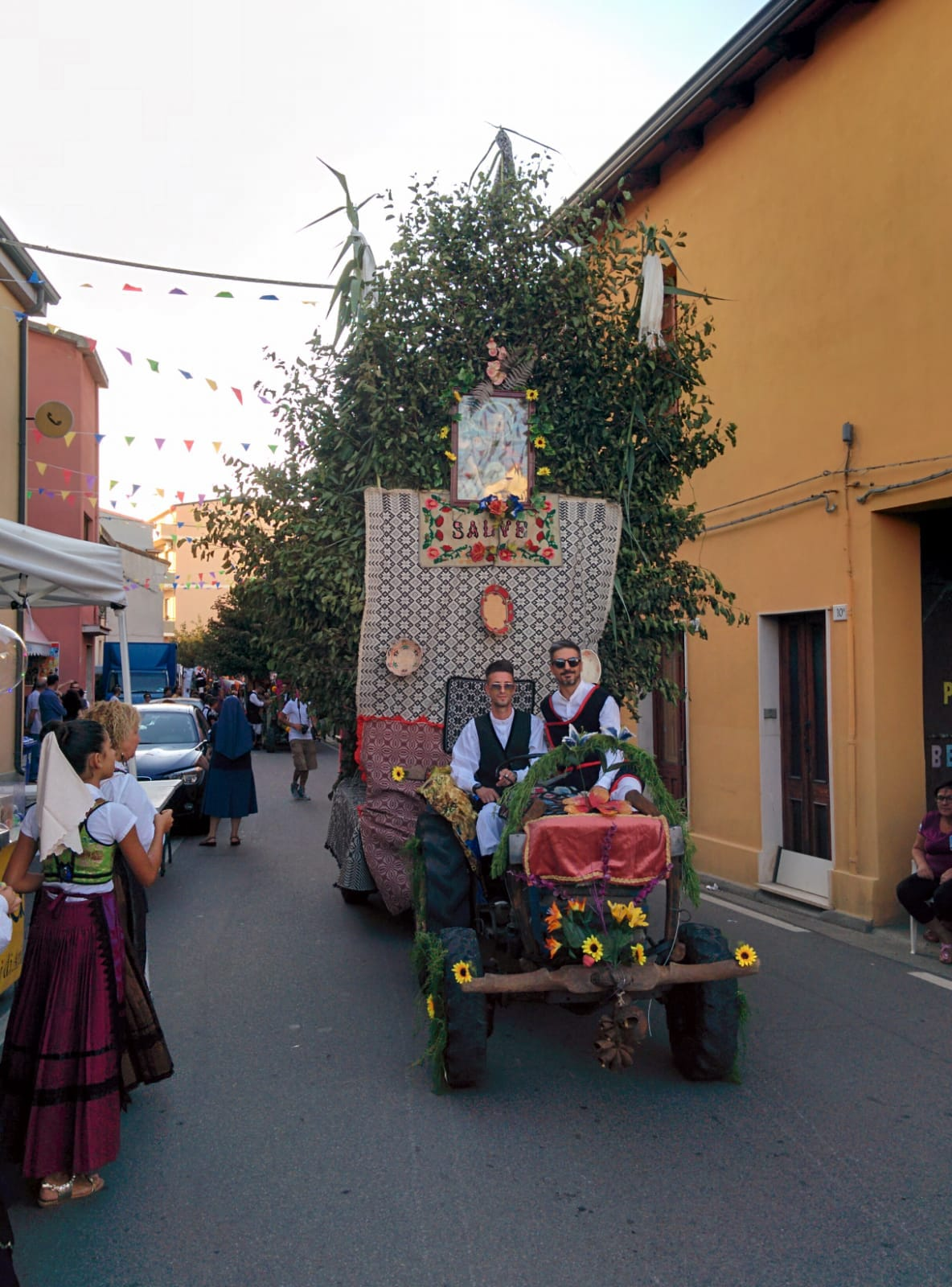
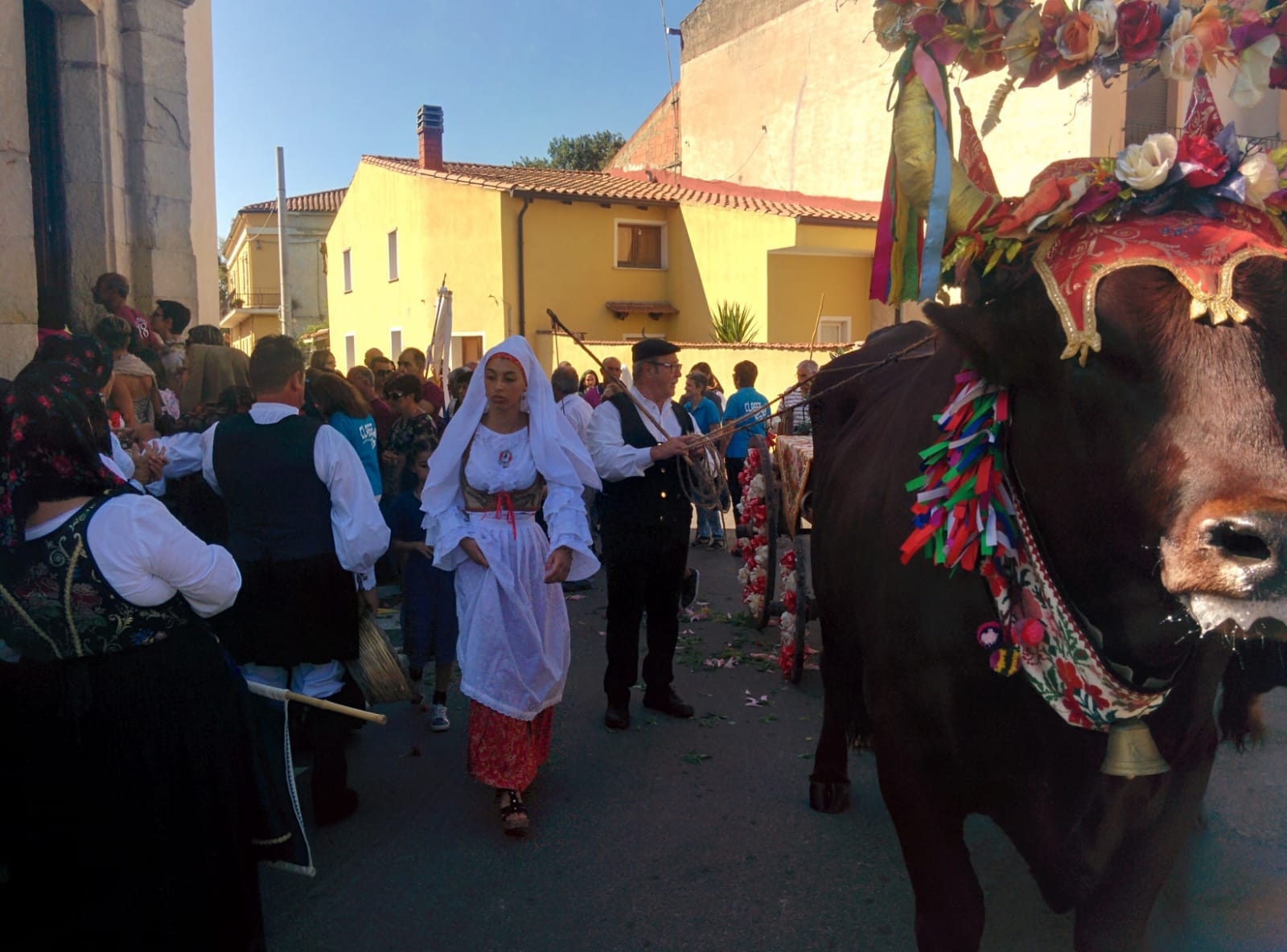